# В оранжерее (картина Мане)
«В оранжерее» (фр. Dans la serre) — картина маслом, написанная Эдуардом Мане в 1879 году. Находится в Старой национальной галерее в Берлине. На картине изображена парижская оранжерея, которая служила Мане студией девять месяцев в 1878 и 1879 годах. Центральное место на картине занимают мужчина и женщина. По кольцам, которые можно заметить на пальцах молодых людей, можно заключить, что это супружеская пара. Это друзья Мане — чета Жильметов. Картина была популярной темой для анализа у критиков, так как несмотря на то, что это портрет супружеской пары, художник демонстрирует отчуждение и отрешенность между мужем и женой, а также отсутствие взаимосвязи между действующими лицами картины и зрителем.

## История
Картина впервые была выставлена на Парижском салоне в 1879 году, и сразу был отмечен её консерватизм, не присущий Мане в то время. Так, Жюль-Антуан Кастаньяри написал: «Но что это? Лица и руки нарисованы аккуратнее, чем обычно: неужели Мане заботится о публике?» — и также заметил, что картина показывает «утонченность модной жизни». Жорис Карл Гюисманс заметил, что «фигуры удивительно отделены от окружающей их зелени».
Жан-Батист Фор купил «В оранжерее» и ещё три картины у Мане за «ничтожную сумму» в 11 000 франков. В 1896 году Уго фон Чуди купил «В оранжерее» для Старой национальной галереи в Берлине. Национальная галерея стала первым в музеем в мире, который приобрел картину Мане.
В 1945 году картина, наравне с другими произведениями искусства, была эвакуирована из Берлина и спрятана в шахте в Меркерсе. После войны картину нашли и спасли члены группы «Памятники, изобразительное искусство и архивы». Существуют фотографии её спасения, на которой изображены солдаты армии США, позирующие с картиной в шахте. Эти фотографии обрели иконографический статус и часто использовались в престижных изданиях, таких как Deutsche Welle, The Washington Post, The New York Times и даже в академических работах.

## Интерпретации
Проанализировал «В оранжерее» и известный французский философ Мишель Фуко. Он назвал данную картину характерной для творчества Эдуарда Мане, руководствуясь антитезой глубина — плоскостность.